# Chomelia ribesioides
Chomelia ribesioides är en måreväxtart som beskrevs av George Bentham och Asa Gray. Chomelia ribesioides ingår i släktet Chomelia och familjen måreväxter. Inga underarter finns listade i Catalogue of Life.